# Nicole Fortuin
Nicole Fortuin (Belhar, 30 aprile 1992) è un'attrice sudafricana.

## Biografia
Nicole Fortuin è nata a Belhar, in Sudafrica, ha frequentato la Settlers High School e, nel 2008, a 16 anni, si è classificata tra le 4 finaliste nella Shield Teens No Sweat Dance Challenge di e.tv conseguendo una laurea in arti drammatiche presso l'Università di Città del Capo nel 2014.
Nel 2015 debutta in televisione nel ruolo di Maryke van Niekerk, uno dei personaggi principali della serie in lingua afrikaans della SABC 3 Roer Jou Voete; l'anno successivo compare nel film A Cinderella Story: Se la scarpetta calza nei panni di Georgie, una makeup artist che fa da fata madrina alla protagonista, interpretata da Sofia Carson. Nel 2017 appare invece in Van der Merwe, Vaselinetjie e nella seconda stagione di Swartwater. Nel 2019 è protagonista, al fianco di Izel Bezuidenhout, del film Flatland, diretto da Jenna Bass e proiettato sia alla 44ª edizione del Toronto International Film Festival che al Festival internazionale del cinema di Berlino. Nello stesso anno, Fortuin ottiene il ruolo di Lee-Ann nella serie KykNET Alles Malan, mentre nel 2021 appare nella seconda stagione della serie Netflix Blood & Water, nella commedia sentimentale Klein Karoo 2 e nel film TV di Showmax Late Bloomer.
Nel 2023 entra a far parte del cast della serie Netflix One Piece nel ruolo di Ririka mentre, l'anno dopo, in quello del film Codice: cacciatore, tratto dall'omonimo romanzo di Deon Meyer.

## Filmografia

### Cinema
- A Cinderella Story: Se la scarpetta calza (A Cinderella Story: If the Shoe Fits), regia di Michelle Johnston (2016)
- Van der Merwe, regia di Bruce Lawley (2017)
- Voor ek val, regia di Carolize Herbst - cortometraggio (2017)
- Vaselinetjie, regia di Corne van Rooyen (2017)
- Flatland, regia di Jenna Bass (2019)
- Far from the Castle, regia di Julia Jansch - cortometraggio (2019)
- Sons of the Sea, regia di John Gutierrez (2021)
- Indemnity, regia di Travis Taute (2021)
- Klein Karoo 2, regia di Liezl Spies (2021)
- Codice: cacciatore (Codice: cacciatore), regia di Mandla Dube (2024)
- The Fix, regia di Kelsey Egan (2024)

### Televisione
- Roer Jou Voete - serie TV, 26 episodi (2015-2016)
- Swartwater - serie TV, 11 episodi (2017)
- Onder die Suiderkruis - serie TV, episodio 1x01 (2018)
- Order of the Dragon, regia di David O'Connor - film TV (2018)
- Dead in the Water, regia di Sheldon Wilson - film TV (2018)
- Dwaalster - serie TV, 2 episodi (2019)
- Die Spreeus - serie TV, 2 episodi (2019)
- Projek Dina - serie TV, episodio 1x01 (2019)
- Alles Malan - serie TV, 26 episodi (2019-2022)
- Rage, regia di Jaco Bouwer - film TV (2020)
- Die Byl - serie TV, 2 episodi (2021)
- Blood & Water - serie TV, 9 episodi (2021-2024)
- Late Bloomer, regia di Amy Jephta - film TV (2022)
- One Piece - serie TV, episodio 1x01 (2023)

## Teatro
- Mephisto (The Arena, Città del Capo, 2014)[7]
- Sister Sister Sister (National Arts Festival, Makhanda, 2014)
- Curl Up and Dye (Rosebank Theatre, Città del Capo, 2014)
- La bella addormentata (Joburg Theatre, Johannesburg, 2015)
- Oleanna (Fugard Theatre, Città del Capo, 2018)[8]

## Doppiatrici italiane
Nelle versioni in italiano delle opere in cui ha recitato, Nicole Fortuin è stata doppiata da:
- Valentina Favazza in A Cinderella Story: Se la scarpetta calza